# Società Sportiva Dilettantistica Reggio Calabria 2015-2016
Questa voce raccoglie le informazioni riguardanti la Società Sportiva Dilettantistica Reggio Calabria nelle competizioni ufficiali della stagione 2015-2016.

## Stagione

### Precampionato
Finita la stagione 2014/2015, la società di Via delle Industrie inizia per l'ennesimo anno una corsa per far iscrivere la Reggina al campionato di Lega Pro ed evitarne il fallimento; quest'anno la situazione è però più complicata: la società ha seri problemi finanziari, aggravata dall'istanza fallimentare presentata da UNICREDIT e da altre vicende giudiziarie; per questo, il patron Lillo Foti decide quindi che eviterà che Reggio rimanga senza una squadra di calcio e poi si farà da parte. La città si stringe intorno alla Reggina per far sì che venga evitato il fallimento: l'ex presidente della sezione calabrese del Comitato olimpico nazionale italiano Mimmo Praticò, a capo di una cordata di imprenditori, insieme a Lillo Foti avviano una corsa contro il tempo per trovare i soldi per l'iscrizione.
Viene presentata la domanda di iscrizione al campionato di terza serie, ma incompleta come era successo l'anno precedente. Manca la fideiussione: si ha tempo entro il 14 luglio per presentarla, ma i fondi raccolti non bastano, e si arriva alla scadenza senza aver presentato alcuna fideiussione. Sembra finito tutto, ma si cerca di salvare ancora la squadra: una delegazione reggina composta dal sindaco Giuseppe Falcomatà, il presidente Lillo Foti e Mimmo Praticò salgono a Roma per incontrare il presidente federale Carlo Tavecchio per ottenere una proroga per quanto riguarda la fideiussione. La delegazione reggina sembra avercela fatta, poiché il Consiglio Federale fissa una nuova data di scadenza, il 27 luglio, In questa data la Reggina dovrà presentare una documentazione "immacolata", e i pagamenti necessari per chiedere la riammissione al prossimo campionato di Lega Pro. Le speranze amaranto sfumano però definitivamente il 24 luglio, quando la FIGC decide clamorosamente di svincolare tutti i giocatori rimangiandosi il provvedimento assunto dal Consiglio Federale del 17 luglio.
La Reggina Calcio 1986 guidata dallo storico patron Lillo Foti fallisce sul piano sportivo, la società non sarà più presente in nessun campionato agonistico, il 25 agosto durante l'udienza fallimentare viene presentato un nuovo piano per tentare di mantenere in vita la società, viene ottenuto un concordato di continuità, la società rimane in vita con la creazione di una scuola calcio e con il solo settore giovanile, puntando sull'eccellenza del Centro Sportivo Sant'Agata.
Il 25 luglio 2015 nasce la nuova società che si pone come obbiettivo quello di diventare l'erede della Reggina Calcio 1986, per opera di Mimmo Praticò che ne diventa Presidente, la nuova denominazione sociale è Associazione Sportiva Dilettantistica Associazione Sportiva Reggina 1914 (A.S.D. A.S. REGGINA 1914), che sarà subito sostituita a causa di un intoppo burocratico con quella di Associazione Sportiva Dilettantistica Reggio Calabria (A.S.D. Reggio Calabria) non potendo utilizzare il nome Reggina fino a fine stagione 2015/2016 a causa dell'affiliazione della vecchia società alla FIGC. La nuova società sarà ammessa in sovrannumero al campionato di quarta serie grazie alla domanda fatta al sindaco Giuseppe Falcomatà alla Lega nazionale Dilettanti per far ripartire il calcio a Reggio.
L'8 marzo 2016 l'ASD si trasforma in SSD Reggio Calabria S.r.l. Il 51% delle quote azionarie passa alla famiglia Praticò (Mimmo, il presidente e Giuseppe il figlio).
La nuova società esordisce in Coppa Italia Serie D il 30 settembre 2015 in casa, allo Stadio Oreste Granillo, contro il Due Torri, squadra che milita in Serie D nel suo stesso raggruppamento. La squadra amaranto ha la meglio sulla squadra campana, superandola per 1-0, grazie al gol di Cucinotti superando il turno preliminare ed accedendo al secondo turno dove incontra fuori casa lo Scordia, gara finita ai rigori per 5-4 per lo Scordia determinando così l'eliminazione del torneo della squadra in riva allo Stretto.
L'ASD Reggio Calabria partecipa al campionato di Serie D 2015-2016, inserita nel girone I. La campagna abbonamenti chiamata "io ci sono" ha riscosso particolare successo chiudendo a quota 3410 mentre nella stagione precedente, quando la Reggina si trovava in Lega Pro, gli abbonati furono 2245.

## Divise e sponsor
Lo sponsor tecnico per la stagione 2015-2016 è la Onze.
Per tutto il girone di andata la squadra (iscritta l'ultimo giorno al campionato) ha indossato divise da catalogo. Le nuove maglie disegnate appositamente per l'A.S.D. Reggio Calabria sono state presentate il 5/01/2016, la prima è amaranto con linea bianca sottile sulle maniche, sulla manica sinistra inoltre è rappresentato il simbolo di reggio, ossia san giorgio sul drago in color oro. La seconda maglia invece è bianca con colletto amaranto.
Per la gara di campionato del 6 gennaio 2016 con l'Aversa Normanna, la squadra indossò la maglia celebrativa (102º compleanno 11/01/1914) bianconera, colore che fu della prima Reggina dal 1914 al 1928 prima di adottare definitivamente l'amaranto, colore della città.
La maglia sotto il colletto nella parte posteriore riporta la scritta "Orgoglio Reggino" 
Lo sponsor di maglia (non presente nel girone di andata) compare dalla prima giornata di ritorno è Le Saline Resort.
Il secondo sponsor è l'azienda Meridionale Calcestruzzi S.r.l.
Lo sponsor sui pantaloncini è la U.S.1 Abbigliamento.
Le maglie utilizzate per tutto il girone di andata
| Casa | Trasferta |

Maglie utilizzate dalla prima di ritorno (6 gennaio 2016)
| Casa | Trasferta | Commemorativa |

## Organigramma societario fino al 7 marzo 2016
Area direttiva
- Presidente: Mimmo Praticò
- Direttore generale: Gabriele Martino

Area organizzativa
- Segreteria tecnica e organizzativa: Salvatore Conti
- Team manager: Antonino Scimone

Area comunicazione
- Responsabile: Giuseppe Praticò

Area marketing
- Ufficio marketing: Consuelo Apa

Area tecnica
- Direttore sportivo: Gabriele Martino
- Allenatore: Francesco Cozza
- Allenatore in seconda: Alessandro Caridi[9][10]
- Collaboratore tecnico: Ivan Franceschini[11][12]
- Preparatore atletico: Carmelo Praticò
- Preparatore dei portieri: Antonio La Serra

Area sanitaria
- Responsabile: Pasquale Favasuli
- Recupero Infortunati: Antonino Ollio

Area settore giovanile
- Allenatore Juniores: Domenico Zito

Pietro Armenise e Sergio Quinto Campolo

## Nuovo organigramma societario dopo l's.r.l.
Area direttiva
- Presidente: Mimmo Praticò
- Vice presidente: avv. Francesco Giuffrè
- Consiglio direttivo: Giovanni De Caridi, Giuseppe Praticó, Giovanni Sgró e Giandomenico Stilo
- Direttore generale: Gabriele Martino

Area organizzativa
- Segreteria tecnica e organizzativa: Salvatore Conti
- Team manager:

Area comunicazione
- Responsabile: Giuseppe Praticò

Area marketing
- Ufficio marketing: Consuelo Apa

Area tecnica
- Direttore sportivo: Gabriele Martino
- Allenatore: Francesco Cozza
- Allenatore in seconda: Ivan Franceschini
- Preparatore atletico: Carmelo Praticò
- Preparatore dei portieri: Antonio La Serra

Area sanitaria
- Responsabile: Pasquale Favasuli
- Recupero Infortunati: Antonino Ollio

Area settore giovanile
- Allenatore Juniores: Domenico Zito
- Osservatore: Sergio Quinto Campolo

## Calciatori in rosa nelle prime uscite precampionato
Mattia Licastro; Rocco Benci; Niccolò Pupeschi; Alessio Petti; Antonino Mangiola; Giovanni Lavrendi; Francesco Russo; Domenico Zampaglione; Angelo D'Angelo; Carmelo Maesano; Davide Corso; Giovanni Condomitti; Antonino Meduri; Michele Priorelli; Emanuel Gioia; Giuseppe Gioia; Francesco Petrone.

## Rosa
Rosa Definitiva
| N. |                   | Ruolo | Calciatore             |
| -- | ----------------- | ----- | ---------------------- |
|    | Italia (bandiera) | P     | Vincenzo Comandè       |
|    | Italia (bandiera) | P     | Mattia Licastro        |
|    | Italia (bandiera) | P     | Marco Ventrella        |
|    | Italia (bandiera) | D     | Domenico Brunetti      |
|    | Italia (bandiera) | D     | Danilo Cucinotti       |
|    | Italia (bandiera) | D     | Alessio De Bode        |
|    | Italia (bandiera) | D     | Carmelo Maesano        |
|    | Italia (bandiera) | D     | Marco Cane             |
|    | Italia (bandiera) | D     | Pietro Pio Baccillieri |
|    | Italia (bandiera) | C     | Michele Carrozza       |
|    | Italia (bandiera) | C     | Davide Corso           |
|    | Italia (bandiera) | C     | Salvatore Castaldi     |
|    | Italia (bandiera) | C     | Emanuele D'Ambrosio    |
|    | Italia (bandiera) | C     | Emanuel Gioia          |
|    | Italia (bandiera) | C     | Marco Foderaro         |

| N. |                   | Ruolo | Calciatore           |
| -- | ----------------- | ----- | -------------------- |
|    | Italia (bandiera) | C     | Cosimo Forgione      |
|    | Italia (bandiera) | C     | Giovanni Lavrendi    |
|    | Italia (bandiera) | C     | Antonino Mangiola    |
|    | Italia (bandiera) | C     | Antonino Meduri      |
|    | Italia (bandiera) | C     | Fabio Roselli        |
|    | Italia (bandiera) | A     | Francesco Bramucci   |
|    | Italia (bandiera) | A     | Fabio Oggiano        |
|    | Italia (bandiera) | A     | Giuseppe De Marco    |
|    | Italia (bandiera) | A     | Francesco Pelosi     |
|    | Italia (bandiera) | A     | Christian Tiboni     |
|    | Italia (bandiera) | A     | Domenico Zampaglione |
|    | Italia (bandiera) | A     | Francesco Russo      |
|    | Italia (bandiera) | A     | Alessio Silvestri    |
|    | Italia (bandiera) | A     | Alessio Ciccone      |
|    | Italia (bandiera) | A     | Simone Liotta        |

## Calciomercato

### Sessione estiva (dal 1/7 al 1/9)
La nuova società allestisce una nuova rosa tesserando di fatto tutti i giocatori facenti parte della rosa attuale.
| Acquisti | Acquisti             | Acquisti       | Acquisti   |
| R.       | Nome                 | da             | Modalità   |
| -------- | -------------------- | -------------- | ---------- |
| P        | Licastro Mattia      | Reggina        | svincolato |
| P        | Ventrella Marco      | Bari           | prestito   |
| D        | Brunetti Domenico    | Martina        | definitivo |
| C        | Condomitti Giovanni  | Gioiese        | svincolato |
| D        | Cucinotti Danilo     | HinterReggio   | svincolato |
| D        | D'Angelo Angelo      | Gioiese        | svincolato |
| D        | De Bode Alessio      | Monza          | svincolato |
| C        | Dentice Pietro       | Akragas        | prestito   |
| D        | Maesano Carmelo      | HinterReggio   | svincolato |
| C        | Mautone Francesco    | Sestri Levante | definitivo |
| A        | Carrozza Michele     | Reggina        | svincolato |
| A        | Corso Davide         | HinterReggio   | svincolato |
| C        | D'Ambrosio Emanuele  | Sorrento       | definitivo |
| C        | Gioia Emanuel        |                | prestito   |
| C        | Lavrendi Giovanni    | HinterReggio   | svincolato |
| C        | Mangiola Antonino    | Reggina        | svincolato |
| A        | Meduri Antonino      | HinterReggio   | svincolato |
| C        | Pescatore Nicola     | Sestri Levante | definitivo |
| C        | Riva Riccardo        | Siena          | definitivo |
| C        | Roselli Fabio        | FC Francavilla | definitivo |
| A        | Arena Nicola         | Akragas        | definitivo |
| A        | Bramucci Francesco   | Reggina        | Svincolato |
| A        | Pelosi Francesco     | Barletta       | svincolato |
| A        | Russo Francesco      | Taranto        | svincolato |
| A        | Tiboni Christian     | Piacenza       | definitivo |
| A        | Zampaglione Domenico | Gioiese        | svincolato |

### Sessione invernale(dall'1/12 al 17/12 )
| Acquisti | Acquisti           | Acquisti  | Acquisti   |
| R.       | Nome               | da        | Modalità   |
| -------- | ------------------ | --------- | ---------- |
| D        | Marco Cane         | Lupa Roma | definitivo |
| C        | Marco Foderaro     | Palmese   | definitivo |
| C        | Cosimo Forgione    | Marsala   | definitivo |
| A        | Fabio Oggiano      | Viterbese | definitivo |
| C        | Salvatore Castaldi | Lazio     | definitivo |

| Cessioni | Cessioni            | Cessioni      | Cessioni    |
| R.       | Nome                | a             | Modalità    |
| -------- | ------------------- | ------------- | ----------- |
| D        | Angelo D'Angelo     | Castrovillari | definitivo  |
| D        | Giovanni Condomitti | Roccella      | definitivo  |
| C        | Nicola Pescatore    | Mezzolara     | risoluzione |
| D        | Pietro Dentice      | Siracusa      | risoluzione |
| A        | Nicola Arena        | Siracusa      | risoluzione |
| C        | Riccardo Riva       | Gozzano       | risoluzione |
| A        | Francesco Russo     | Fermana       | risoluzione |
| D        | Francesco Mautone   | Potenza       | risoluzione |

## Risultati

### Serie D

#### Girone di andata
| Arbitro: | Fusco (Brindisi) |

|                                                |           |             |
| Maggio 8’ (rig.) Franco 86’ (rig.) Prevete 90’ | Marcatori | 82’ Maesano |

| Arbitro: | Pashuku (Albano Laziale) |

|           |           |  |
| Arena 85’ | Marcatori |  |

| Arbitro: | D'Ambrosio (Frosinone) |

|                             |           |              |
| Dorato 15’, 31’ Criniti 44’ | Marcatori | 53’ Bramucci |

| Arbitro: | Degli Esposti (Bologna) |

|  |           |             |
|  | Marcatori | 80’ Lentini |

| Arbitro: | Cudini (Fermo) |

|                                 |           |  |
| De Rosa 75’ (rig.) Varriale 81’ | Marcatori |  |

| Arbitro: | Ayroldi (Molfetta) |

|                            |           |  |
| Bramucci 78’ Maesano 90+2’ | Marcatori |  |

| Arbitro: | Donda (Cormons) |

|               |           |             |
| Papa 15’, 60’ | Marcatori | 41’ Maesano |

| Arbitro: | Guarnieri (Empoli) |

|             |           |            |
| De Bode 77’ | Marcatori | 30’ Gallon |

| Arbitro: | Maranesi (Ciampino) |

|                                      |           |                             |
| Catania 32’ Longoni 85’ Crocetti 87’ | Marcatori | 20’ Mautone 76’ Zampaglione |

| Arbitro: | Vitulano (Livorno) |

|                  |           |  |
| Arena 59’ (rig.) | Marcatori |  |

| Arbitro: | Colombo (Como) |

|                          |           |           |
| Vaccaro 41’ Caliento 64’ | Marcatori | 38’ Arena |

| Arbitro: | Testi (Livorno) |

|           |           |  |
| Tiboni 7’ | Marcatori |  |

| Arbitro: | Tremolada (Monza) |

|               |           |                  |
| Fecarotta 15’ | Marcatori | 43’ (rig.) Arena |

| Arbitro: | Meraviglia (Pistoia) |

|                                                |           |                                       |
| De Bode 47’, 68’ Roselli 48’ Zampaglione 90+4’ | Marcatori | 19’ Fabio 42’ Piemontese 72’ Cordiano |

| Arbitro: | Citarella (Matera) |

|  |           |                 |
|  | Marcatori | 47’ (rig.) Riva |

| Arbitro: | Giordano (Novara) |

|                        |           |              |
| Zampaglione 56’ (rig.) | Marcatori | 19’ Assenzio |

| Arbitro: | Esposito (Aprilia) |

|  |           |                             |
|  | Marcatori | 47’ De Bode 90’ Zampaglione |

| Reggio Calabria 20 dicembre 2015, ore 14:30 CEST 18ª giornata | Reggio Calabria | 0 – 0 referto | Due Torri | Stadio Oreste Granillo (2 500 spett.)\| Arbitro: \| Nube (Mestre) \| |
| Arbitro:                                                      | Nube (Mestre)   |               |           |                                                                      |

#### Girone di ritorno
| Arbitro: | Fiero (Pistoia) |

|                                |           |              |
| Oggiano 27’ (rig.) Maesano 75’ | Marcatori | 14’ Esposito |

| Arbitro: | Luciani (Roma 1) |

|              |           |                 |
| Di Capua 38’ | Marcatori | 12’ Zampaglione |

| Arbitro: | Tursi (Valdarno) |

|                        |           |  |
| Bramucci 17’, 18’, 52’ | Marcatori |  |

| Arbitro: | Maggio (Lodi) |

|                                    |           |                           |
| Lo Coco 15’ Adamo 72’ Raimondi 77’ | Marcatori | 22’ Foderaro 64’ Bramucci |

| Arbitro: | Marini (Trieste) |

|  |           |                                |
|  | Marcatori | 12’ (aut.) De Bode 59’ Criniti |

| Arbitro: | De Santis (Lecce) |

|           |           |              |
| Spanò 34’ | Marcatori | 44’ Lavrendi |

| Arbitro: | Pashuku (Albano Laziale) |

|                                 |           |                   |
| Oggiano 11’ (rig.) Forgione 14’ | Marcatori | 54’ Actis Goretta |

| Marsala 14 febbraio 2016, ore 14:30 CET 26ª giornata | Marsala          | 0 – 0 | Reggina | Stadio Antonino Lombardo Angotta (500 spett.)\| Arbitro: \| Gualtieri (Asti) \| |
| Arbitro:                                             | Gualtieri (Asti) |       |         |                                                                                 |

| Arbitro: | Gualtieri (Asti) |

|                        |           |                                  |
| Oggiano 21’ Tiboni 58’ | Marcatori | 38’ Davide Baiocco 86’ Ricciardo |

| Arbitro: | Vigile (Cosenza) |

|                |           |             |
| Allegretti 14’ | Marcatori | 70’ Maesano |

| Reggio Calabria 2 marzo 2016, ore 14:30 CET 29ª giornata | Reggina          | 0 – 0 | Frattese | Stadio Oreste Granillo (2 000 spett.)\| Arbitro: \| Zufferli (Udine) \| |
| Arbitro:                                                 | Zufferli (Udine) |       |          |                                                                         |

| Arbitro: | Gentile (Seregno) |

|  |           |                                                 |
|  | Marcatori | 26’ Oggiano 51’ (rig.) Lavrendi 90’ Zampaglione |

| Arbitro: | Marcenaro (Genova) |

|  |           |              |
|  | Marcatori | 48’ Di Maira |

| Arbitro: | Berger (Pinerolo) |

|  |           |                |
|  | Marcatori | 90+2’ De Marco |

| Arbitro: | Ricci (Firenze) |

|            |           |                             |
| Tiboni 65’ | Marcatori | 13’ Manfrellotti 63’ Brenci |

| Arbitro: | Nube (Mestre) |

|                            |           |                       |
| Ficarotta 21’ Mosciaro 64’ | Marcatori | 8’ Tiboni 39’ Roselli |

| Arbitro: | Fontani (Siena) |

|                       |           |               |
| Tiboni 9’ Oggiano 14’ | Marcatori | 31’ Cammarota |

| Arbitro: | Maranesi (Ciampino) |

|  |           |                    |
|  | Marcatori | 56’ (rig.) Oggiano |

#### Play Off
| Arbitro: | Madonia (Palermo) |

|                      |           |             |
| D'Anna 22’ Mansi 44’ | Marcatori | 57’ Oggiano |

### Coppa Italia Serie D
| Arbitro: | Festa (Avellino) |

|               |           |  |
| Cucinotti 24’ | Marcatori |  |

| Arbitro: | Zanotti (Pavia) |

|                                               |                      |                                                     |
| D'Agosta Ousmane Zumbo Bellino Diop Mazzamuto | Tiri di rigore 5 – 4 | Zampaglione Condomitti Riva Brunetti Mangiola Russo |

## Statistiche

### Statistiche di squadra
aggiornata all'8 maggio 2016.
| Competizione         | Punti | In casa | In casa | In casa | In casa | In casa | In casa | In trasferta | In trasferta | In trasferta | In trasferta | In trasferta | In trasferta | Totale | Totale | Totale | Totale | Totale | Totale | DR |
| Competizione         | Punti | G       | V       | N       | P       | Gf      | Gs      | G            | V            | N            | P            | Gf           | Gs           | G      | V      | N      | P      | Gf     | Gs     | DR |
| -------------------- | ----- | ------- | ------- | ------- | ------- | ------- | ------- | ------------ | ------------ | ------------ | ------------ | ------------ | ------------ | ------ | ------ | ------ | ------ | ------ | ------ | -- |
| Serie D              | 56    | 18      | 9       | 5       | 4       | 23      | 16      | 18           | 6            | 6            | 6            | 24           | 22           | 36     | 15     | 11     | 10     | 47     | 38     | +9 |
| Coppa Italia Serie D | -     | 1       | 1       | 0       | 0       | 1       | 0       | 1            | 0            | 0            | 1            | 4            | 5            | 2      | 1      | 0      | 1      | 5      | 5      | 0  |
| Totale               | 56    | 19      | 10      | 5       | 4       | 24      | 16      | 19           | 6            | 6            | 7            | 28           | 27           | 38     | 16     | 11     | 11     | 52     | 43     | +9 |

### Andamento in campionato
aggiornata all'8 maggio 2016.
| Giornata  | 1  | 2  | 3  | 4  | 5  | 6  | 7  | 8  | 9  | 10 | 11 | 12 | 13 | 14 | 15 | 16 | 17 | 18 | 19 | 20 | 21 | 22 | 23 | 24 | 25 | 26 | 27 | 28 | 29 | 30 | 31 | 32 | 33 | 34 | 35 | 36 |
| --------- | -- | -- | -- | -- | -- | -- | -- | -- | -- | -- | -- | -- | -- | -- | -- | -- | -- | -- | -- | -- | -- | -- | -- | -- | -- | -- | -- | -- | -- | -- | -- | -- | -- | -- | -- | -- |
| Luogo     | T  | C  | T  | C  | T  | C  | T  | C  | T  | C  | T  | C  | T  | C  | T  | C  | T  | C  | C  | T  | C  | T  | C  | T  | C  | T  | C  | T  | C  | T  | C  | T  | C  | T  | C  | T  |
| Risultato | P  | V  | P  | P  | P  | V  | V  | N  | P  | V  | P  | V  | N  | V  | V  | N  | V  | N  | V  | N  | V  | P  | P  | N  | V  | N  | N  | N  | N  | V  | P  | V  | P  | N  | V  | V  |
| Posizione | 17 | 15 | 15 | 16 | 15 | 14 | 15 | 15 | 14 | 12 | 13 | 10 | 10 | 7  | 6  | 6  | 6  | 7  | 4  | 4  | 4  | 4  | 4  | 4  | 4  | 4  | 4  | 4  | 4  | 4  | 4  | 5  | 5  | 5  | 4  | 4  |

Legenda:

Luogo: C = Casa; T = Trasferta. Risultato: V = Vittoria; N = Pareggio; P = Sconfitta.

### Statistiche dei giocatori
aggiornata al 15 maggio 2016.
| Giocatore      | Serie D  | Serie D | Serie D     | Serie D    | Preliminare Coppa Italia Serie D | Preliminare Coppa Italia Serie D | Preliminare Coppa Italia Serie D | Preliminare Coppa Italia Serie D | Coppa Italia Serie D | Coppa Italia Serie D | Coppa Italia Serie D | Coppa Italia Serie D | Totale   | Totale | Totale      | Totale     |
| Giocatore      | Presenze | Reti    | Ammonizioni | Espulsioni | Presenze                         | Reti                             | Ammonizioni                      | Espulsioni                       | Presenze             | Reti                 | Ammonizioni          | Espulsioni           | Presenze | Reti   | Ammonizioni | Espulsioni |
| -------------- | -------- | ------- | ----------- | ---------- | -------------------------------- | -------------------------------- | -------------------------------- | -------------------------------- | -------------------- | -------------------- | -------------------- | -------------------- | -------- | ------ | ----------- | ---------- |
| N. Arena       | 16       | 4       | 3           | -          | -                                | -                                | -                                | -                                | -                    | -                    | -                    | -                    | 16       | 4      | 3           | -          |
| P. Baccillieri | 1        | 0       | -           | -          | -                                | -                                | -                                | -                                | -                    | -                    | -                    | -                    | 1        | 0      | -           | -          |
| F. Bramucci    | 27 (+1)  | 6       | -           | -          | 1                                | 0                                | -                                | -                                | -                    | -                    | -                    | -                    | 29       | 6      | -           | -          |
| D. Brunetti    | 13       | 0       | 3           | 1          | -                                | -                                | -                                | -                                | 1                    | 1                    | -                    | -                    | 14       | 1      | 3           | 1          |
| M. Cane        | 12       | 0       | 3           | -          | -                                | -                                | -                                | -                                | -                    | -                    | -                    | -                    | 12       | 0      | 3           | -          |
| M. Carrozza    | 26       | 0       | 5           | -          | -                                | -                                | -                                | -                                | -                    | -                    | -                    | -                    | 26       | 0      | 5           | -          |
| S. Castaldi    | 9 (+1)   | 0       | -           | -          | -                                | -                                | -                                | -                                | -                    | -                    | -                    | -                    | 10       | 0      | -           | -          |
| A. Ciccone     | 3        | 0       | -           | -          | -                                | -                                | -                                | -                                | -                    | -                    | -                    | -                    | 3        | 0      | -           | -          |
| V. Comandè     | -        | -       | -           | -          | 1                                | -0                               | -                                | -                                | -                    | -                    | -                    | -                    | 1        | -0     | -           | -          |
| G. Condomitti  | 1        | 0       | -           | -          | 1                                | 0                                | -                                | -                                | 1                    | 1                    | -                    | -                    | 3        | 1      | -           | -          |
| D. Corso       | 22 (+1)  | 0       | 3           | 1          | 1                                | 0                                | -                                | -                                | -                    | -                    | -                    | -                    | 24       | 0      | 3           | 1          |
| D. Cucinotti   | 9        | 0       | 2           | 3          | 1                                | 1                                | -                                | -                                | 1                    | 0                    | -                    | -                    | 11       | 1      | 2           | 3          |
| E. D'Ambrosio  | 11       | 0       | -           | -          | -                                | -                                | -                                | -                                | 1                    | 0                    | -                    | -                    | 12       | 0      | -           | -          |
| A. D'Angelo    | 4        | 0       | 1           | -          | 1                                | 0                                | 1                                | -                                | 1                    | 0                    | 1                    | -                    | 6        | 0      | 3           | -          |
| A. De Bode     | 33 (+1)  | 4       | 5           | -          | -                                | -                                | -                                | -                                | -                    | -                    | -                    | -                    | 34       | 4      | 5           | -          |
| P. Dentice     | 5        | 0       | 1           | -          | 1                                | 0                                | -                                | -                                | 1                    | 0                    | 1                    | -                    | 7        | 0      | 2           | -          |
| G. De Marco    | 15 (+1)  | 1       | 1           | -          | 1                                | 0                                | -                                | -                                | -                    | -                    | -                    | -                    | 17       | 1      | 1           | -          |
| M. Foderaro    | 10 (+1)  | 1       | -           | -          | -                                | -                                | -                                | -                                | -                    | -                    | -                    | -                    | 11       | 1      | -           | -          |
| C. Forgione    | 20 (+1)  | 1       | 3           | -          | -                                | -                                | -                                | -                                | -                    | -                    | -                    | -                    | 21       | 1      | 3           | -          |
| G. Lavrendi    | 34 (+1)  | 2       | 6           | -          | -                                | -                                | -                                | -                                | -                    | -                    | -                    | -                    | 35       | 2      | 6           | -          |
| M. Licastro    | 20 (+1)  | -18     | 3           | -          | -                                | -                                | -                                | -                                | -                    | -                    | -                    | -                    | 21       | -18    | 3           | -          |
| S. Liotta      | 1        | 0       | -           | -          | -                                | -                                | -                                | -                                | -                    | -                    | -                    | -                    | 1        | 0      | -           | -          |
| C. Maesano     | 33 (+1)  | 5       | 8           | 1          | -                                | -                                | -                                | -                                | -                    | -                    | -                    | -                    | 34       | 5      | 8           | 1          |
| A. Mangiola    | 6        | 0       | 1           | -          | 1                                | 0                                | 1                                | -                                | 1                    | 1                    | -                    | -                    | 8        | 1      | 2           | -          |
| F. Mautone     | 12       | 1       | 5           | -          | -                                | -                                | -                                | -                                | -                    | -                    | -                    | -                    | 12       | 1      | 5           | -          |
| A. Meduri      | 2        | 0       | -           | -          | -                                | -                                | -                                | -                                | 1                    | 0                    | 1                    | -                    | 3        | 0      | 1           | -          |
| A. Oggiano     | 18 (+1)  | 7 (+1)  | 5           | -          | -                                | -                                | -                                | -                                | -                    | 0                    | -                    | -                    | 19       | 8      | 5           | -          |
| F. Pelosi      | 6        | 0       | -           | -          | 1                                | 0                                | -                                | -                                | -                    | -                    | -                    | -                    | 7        | 0      | -           | -          |
| N. Pescatore   | 1        | 0       | -           | -          | 1                                | 0                                | 1                                | -                                | 1                    | 0                    | -                    | -                    | 3        | 0      | 1           | -          |
| R. Riva        | 13       | 1       | 4           | -          | 1                                | 0                                | -                                | -                                | 1                    | 1                    | -                    | -                    | 15       | 2      | 4           | -          |
| F. Roselli     | 33 (+1)  | 2       | 2           | 2          | 1                                | 0                                | -                                | -                                | -                    | -                    | -                    | -                    | 35       | 2      | 2           | 2          |
| F. Russo       | 2        | 0       | -           | -          | -                                | -                                | -                                | -                                | 1                    | 0                    | -                    | -                    | 3        | 0      | -           | -          |
| A. Silvestri   | 1        | 0       | 0           | -          | -                                | -                                | -                                | -                                | 1                    | 0                    | -                    | -                    | 2        | 0      | 0           | -          |
| C. Tiboni      | 25 (+1)  | 5       | 7           | -          | -                                | -                                | -                                | -                                | -                    | -                    | -                    | -                    | 26       | 5      | 7           | -          |
| M. Ventrella   | 16       | -22     | -           | -          | -                                | -                                | -                                | -                                | 1                    | -5                   | -                    | -                    | 17       | -27    | -           | -          |
| D. Zampaglione | 31 (+1)  | 6       | 11          | 2          | 1                                | 0                                | -                                | -                                | 1                    | 0                    | -                    | -                    | 34       | 6      | 11          | 2          |